# Zygophyllum orbiculatum
Zygophyllum orbiculatum là một loài thực vật có hoa trong họ Zygophyllaceae. Loài này được Welw. ex Oliv. miêu tả khoa học đầu tiên năm 1868.